# Porfirogeneta
Porfirogeneta (gr. Πορφυρογέννητος, dosłownie zrodzony w purpurze) – tytuł nadawany niektórym synom lub córkom panującego cesarza wschodniorzymskiego (bizantyńskiego). Istniały ściśle określone warunki, który musiały zaistnieć, zanim można było się nim posługiwać. Kluczowe było urodzenie dziecka w Porfirowej Komnacie Wielkiego Pałacu w Konstantynopolu.

## Porfirowa Komnata
Był to wolno stojący pawilon, element kompleksu budynków składających się na Wielki Pałac w Konstantynopolu. Pawilon znajdował się na jednym z wielu pałacowych tarasów z widokiem na Propontydę i Bosfor. Komnata była od podłogi po sufit w kształcie kwadratu ze zwieńczeniem w kształcie piramidy. Ściany, podłoga i sufit pawilonu były na całej swej powierzchni wyłożone cesarskim porfirem.

## Cesarski porfir
Porfir użyty w Porfirowej Komnacie był wydobywany ze szczytu 1600 metrowej góry na Pustyni Wschodniej w Egipcie. Rzymianie nazwali ją Górą Porfirową, zaś Arabowie określają ją jako Gebel Dokham albo Zadymiona Góra.
Ze względu na nieurodzajną glebę i odludny charakter miejsca wydobywanie tego surowca mogło odbywać się wyłącznie przy pomocy niewolników w okresie największej potęgi cesarstwa rzymskiego.
Cesarski porfir był po raz pierwszy wydobywany około roku 19 n.e., kiedy to miejsce wydobycia zostało odkryte przez rzymskiego legionistę Caiusa Cominiusa Leugasa. Miał on kolor purpury i był pokryty białymi kryształkami. Okazał się również łatwy w obróbce. W późniejszym okresie wyłączne prawo wydobywania, budowy i rzeźbienia w tym surowcu uzyskał cesarz. Ostatecznie został on także jedyną uprawnioną osobą, która mogła go posiadać. Cesarski Porfir został użyty między innymi do wyłożenia wnętrza Panteonu. Używano go także do rzeźbienia cesarskich tóg składających się na wyobrażenia władców. Wykonano z niego także wielkie kolumny świątyni w syryjskim Heliopolis (obecnie Baalbek).
Za czasów bizantyńskich Cesarski porfir również miał szerokie zastosowanie. Wykonano z niego między innymi wciąż stojącą, 30 metrową Kolumnę Konstantyna w Konstantynopolu. Porfirowych kolumn użył także Justynian I Wielki do budowy Hagia Sofia.
Ostatni raz wydobywano Cesarski Porfir w 330 roku n.e. Później kamieniołomy zostały opuszczone ze względu na wielkie trudności z dostępem do nich oraz transportowaniem wydobytego już porfiru. Dzisiaj dostęp w to miejsce jest możliwy jedynie przy pomocy zwierząt jucznych z przewodnikiem z jednego z miejscowych plemion beduińskich.

## Basileus i Augusta
Drugim istotnym warunkiem przyznania tytułu Porfirogenety było to, aby ojcem dziecka był panujący Basileus (gr.  βασιλεύς), jak określano w tym okresie cesarzy. Matka dziecka musiała być legalną małżonką cesarza. Konieczne było ponadto aby przeszła, formalną i uświęconą ceremonię przyznania tytułu Augusty/Basilissy.

## Znaczenie
Cesarze wschodniorzymscy (bizantyńscy), niezależnie od tego, czy byli Porfirogenetami, byli uważani za osoby na wpół boskie, będące przedstawicielem Boga na ziemi. Waga tytułu Porfirogenety polegała na tym, że napełniała ona osobę go nosząca mistycznością, predestynującą go do roli cesarza. Wiele umów dyplomatycznych mogło być zawartych wyłącznie dzięki temu, że Porfirogenetka została wysłana do obcego kraju, aby pojąć za męża miejscowego władcę. Zasada ta działała również odwrotnie, uzależniając zawarcie traktatu od ożenku Porfirogenety z przedstawicielką obcej dynastii.